# Stückländerei
Stückländereien sind Bewertungseinheiten des steuerlichen Bewertungsrechts in Deutschland, die in § 160 Abs. 7 BewG definiert sind (und bis Ende 2024 in § 34 Abs. 7 BewG a.F. definiert waren) als land- und forstwirtschaftlich genutzte Flächen, bei denen die Wirtschaftsgebäude oder die Betriebsmittel oder beide Arten von Wirtschaftsgütern nicht dem Eigentümer des Grund und Bodens gehören. Sie gelten für Steuerzwecke als eigener land- und forstwirtschaftlicher Betrieb. Stückländereien sind zumeist verpachtete Kleinparzellen, deren Pächter ein Landwirt mit einer eigenen Hofstelle ist, und deren Eigentümer und Verpächter ein Nichtlandwirt ist. Der Begriff hat Bedeutung für die Festsetzung der Grundsteuer und Erbschaftsteuer.
Grundsteuerlich gehören Stückländereien zum land- und forstwirtschaftlichen Vermögens des Eigentümers, ohne dass er selbst land- oder forstwirtschaftlich tätig sein muss. 
Erbschaftsteuerlich gehören Stückländereien ebenfalls zum land- und forstwirtschaftlichen Vermögen des Eigentümers. Hier werden jedoch für die Steuerberechnung zwei Varianten unterschieden: Flächen, die 15 Jahre und länger verpachtet sind (sogenannte „echte“ Stückländerei), und kürzere Verpachtungsdauern (sogenannte „unechte“ Stückländerei). Die Flächen der echten Stückländerei sind – im Gegensatz zu vom Eigentümer selbst aktiv bewirtschafteten Ländereien – im Erbfall nicht als Unternehmensvermögen steuerbegünstigt (§ 160 Abs. 7 BewG iVm § 13b Abs. 1 Nr. 1  ErbStG), da sie den Bezug zur Eigenbewirtschaftung verloren haben. Hingegen sind Flächen, deren Pachtverträge kürzere Laufzeiten als 15 Jahre haben, steuerbegünstigt, da eine Umstellung auf Eigenbewirtschaftung perspektivisch möglich ist. Die Verpachtungsdauer hat zudem Einfluss auf die Bewertungsmethodik.